# Cornelius Hazart
Cornelius Hazart (ou Cornelis Hasart) né le 28 octobre 1617 à Audenarde (Belgique) et mort le 25 octobre 1690 à Anvers (Belgique), est un prêtre jésuite des Pays-Bas méridionaux, orateur et historien polémique. Il a lutté toute sa vie contre le Protestantisme.

## Biographie
Né à Audenarde dans le Comté de Flandre. Cornelius Hazart entre au noviciat des Jésuites le 24 septembre 1634 et est ordonné prêtre à Louvain le 6 avril 1647. Dans la ville universitaire il acquiert rapidement une réputation d’orateur sacré de grand talent. Il fait sa profession religieuse définitive le 1er novembre 1651.
Durant 36 ans, à l’aide des sermons publics qu’il donne dans toutes les grandes villes des Pays-Bas méridionaux Hazart consacre son talent oratoire à la lutte contre l’influence calviniste venant des Pays-Bas septentrionaux. À la fin de sa vie il s’installe à la maison professe d’Anvers où la série de sermons sur des ‘questions controversées’ qu’il donne sur la Grand-Place sont suivis par beaucoup y compris les calvinistes de la ville.  Ces controverses seront également imprimées.
Sa lettre ‘Epistola ad Langravium Hassiæ-Rheinfeldtium’ conduit à penser qu'il a également été actif en Allemagne.
Cornelius Hazart meurt à Anvers le 25 octobre 1690.

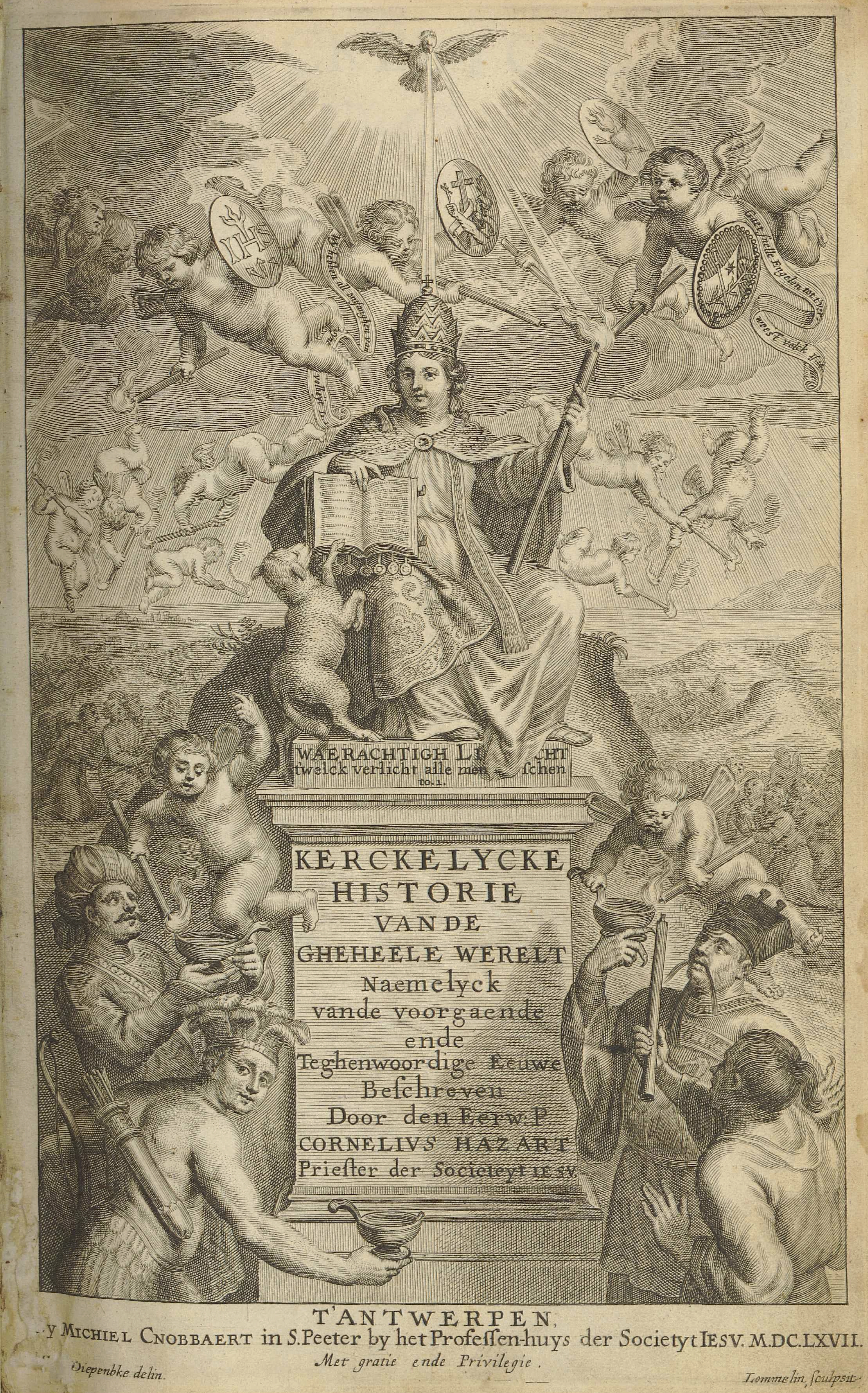
Frontispice de son Histoire ecclésiastique... (1667)

## Œuvres
Le bibliographe Carlos Sommervogel répertorie près de 90 publications de la main de Hazart, la plupart en flamand. Tous ses écrits sont de caractère apologétique et polémique et touchent les questions les plus controversées entre Catholiques et Protestants : l’Eucharistie et la présence réelle du Christ, l'intercession des saints et leur culte, le bénéfice spirituel des œuvres de charité, la confession auriculaire, le purgatoire, l'autorité du pape et le Catéchisme romain.
L’œuvre la plus populaire et mieux connue de Hazart est son ‘Kerckelycke historie van de gheheele werelt (‘Histoire ecclésiastique du monde entier’) en quatre parties (publiée à Anvers, 1667-1671). Le livre, écrit en langue vernaculaire et richement illustré, reprend l’histoire biblique et l’histoire de l’Église, y incluant l’histoire des expéditions et missions catholiques. Le livre atteignit un large public et fut traduit, complété et publié en allemand sous le titre ‘Geschichte Kirchen, das ist katholiches Christendum, durch die ganze Welt verbreitet’.
D’autres écrits tels son ‘Triomph der pausen van Roomen’ (le Triomphe des papes de Rome’, 1678) provoquèrent de réactions hostiles et une littérature contradictoire.

## Écrits
- Kerckelycke historie van de gheheele werelt,  4 vol., Anvers, 1667-1671.
- Triomph der Pausen van Roomen, 3 vol., Anvers, 1678-1681.
- Triomph van de Christelycke Leere, 2 vol., Anvers, 1683.